# 中國維權運動
维权运动是指於2000年后在中国大陆的一群維權人士，为維護其人權和公民自由權等各種權利所进行的一系列法律和社會行動。此運動主要的訴求是在中國大陸現行法律下要求人民的法定權利得到保障和反抗政府對各種權利的侵犯，但相比起六四事件，维权运动的政治成分较弱。
维权一詞特指中国2000年代威權體制改革開放下形成的，為公眾利益及個人權利進行訴訟的文化。維權的範圍可能包括人身损害、土地纠纷、 医疗事故、婚姻、家庭、继承等民事纠纷，所進行的行政及司法诉讼。維權也包括對政治異見者的基本司法訴訟權利辯護及行使，中國維權律師也因此成為危險的職業，而維權運動也和中国能否及應該要司法獨立的相關倡議有關。
維權運動也和中华人民共和国對實行司法獨立的相關倡議有關，包括為政治異見者行使並辯護其基本司法訴訟權利。

## 维权的發展
「维权运动」是中國大陸於2000年代產生出的特有新词，當時并无严格定义，而西方學者要到2000年代中期才注意到此新詞所代表的社會及文化意義。隨著相關運動在社會上的關注度慢慢提升，「维权」一詞在2000年左右從縮略詞變成一個新词，而其他如「护权」及「维护权利」等類似的詞彙則被「维权运动」取代。
最初，「維權運動」一詞在中國的冒起並非源自一些爭取人權或任何政治權利的運動。在1990年中期，中國大陸市民王海揭發多宗假冒產品事件，引起媒體對消費權益廣泛討論，中國大陸開始出現一片「打假」熱，而原成都天网自1998年起相继开展了民间营救7少女、揭露20万农民强割阑尾事件等上百个在全国产生重大影响的成功维权案件以后，「維權運動」的名字開始才受到大眾傳媒採用。自此，大部份以爭取基本權利為主要訴求的民間運動，均大致被歸類為「維權運動」。
根據研究，维权一詞在1992年以前完全沒有在人民日報出現過，而其後則與和諧社會一詞有類似的演變。在2004年至2006年間，當中國政府提倡消費者保護運動的「维权日」受到大量使用，然而在2006年後，維權一詞一方面擴散到更多在消費者保護之外的其他領域，但一方面總體的使用頻率也逐年減少。维权一詞於2000年代中期後較少被政策提及的原因可能與當時剛建立的胡温体制有關。胡温體制採用較為民粹的施政策略，而使维权一詞從原來較具正面或中立的意涵被重新定性為較負面的字眼。
维权运动本身並非指單一的運動，而是涵蓋了社會上各種爭取權利的運動。其中一些較為著名的維權案件則是來自一名南京中醫藥大學學生陳光誠。陳光誠自一歲已雙目失明，但是從1996年起開始為女性爭取權益，並對農民免費提供法律援助。他曾指控臨沂計劃生育部門在處理絕育和墮胎等問題上违反了中央计划生育的「七不准」，侵犯人權，不過其後被當局長期軟禁。另外在2000年6月4日，黄琦因因為在全国范围大规模有组织地开展民间维权活动而被捕。海外華人社區開始用「維權運動」一詞，形容這類社會行動。

### 维权日
中国中央及各省市設有不同的「维权日」，從最早的（消费者）维权日（3月15日），到沈阳市（9月25日）及重庆市的「农民工维权日」，還有「职工维权日」。中国共青团也曾辦過「青少年维权日」相關活動。

## 维权律师
维权律师指一群在中国大陸以行政及法律訴訟來维护中国公民之公共利益、憲法及公民權利的法律职业者、法律學者、或法律行動者（包括有法学教育訓練但未取得中国律师资格者）。他們在維權運動中擔任了重要的角色，但维权律师佔中国律師的比例相當少。

## 平民維權運動

### 民间营救7少女
1998年12月4日上午，中國四川省犍为县农民王长兴及其妻子前往成都市天网寻人事务所称：“我们的女儿被坏人骗到仁寿县北斗镇红豆歌舞厅，强迫卖淫接客，想逃都逃不出来……”当夜，黄琦冒着生命危险亲自带领2名记者星夜前往四川仁寿县北斗镇，成功解救王某等7位农村被骗少女，并为维护七少女合法权益得到中国官方上百家新闻机构高度赞誉，人民日报称赞天网「链接了千万人的情感」，北京青年报称这是中国大陸《1999年九大网事》，华西都市报称《[天网]寻出人间真情》，深圳商报称《寻人事务所：用爱和泪水来经营》，深圳特区报称天网寻人，圆万家团圆梦，四川公安厅《警苑》称《万家团圆是我的心愿》。

### 20万农民强割阑尾事件
1999年底，六四天网率先披露了中國大陸巴蜀地區万名船员阑尾被切事件。其后，《辽沈晚报》、《福州晚报》、《羊城晚报》、《华声报》、新浪网、《重庆商报》、《扬子晚报》、《江南时报》、《聖荷西信使報》、《太阳报》、《凤凰卫视》、《明报》、美国之音、多维新闻网、博讯、台湾明日电子报等中國国内外数百家媒体大量报道20多万农民被切阑尾事件。對此國務院总理朱镕基做出批示，从此杜绝了该类事件的再度发生，保护了之后出国的近百万海外务工农民。

### 孫志剛事件
2003年3月17日晚，湖北大學生孫志剛被公安截查，指被違反《收容遣送辦法》規定，被廣州市公安局天河區分局黃村街派出所錯誤收容，但收容期間被打死，消息在《南方都市報》曝光後，引起民間罕見的迴響，民間追索到國務院1982年頒佈的《城市流浪乞討人員收容遣送辦法》的合法性，認為它是違憲的，三位法學博士上書人大常委會要求复審，結果國務院作出回應，廢除遣送辦法，改為救助管理辦法，涉案嫌疑人被拘捕之外，有關單位的20多名負責人也受到了黨紀行政處分。

### 孫大午事件
同年，河北農牧商人孫大午因大量吸收公众资金被捕，結果獲三位律師同時出庭為他辯護，其中張星水律師申辯時指，人權是天賦的，法律是由人制定、理應為人類社會的公義服務，故惡法僵法必須廢除。他們連同五位學者向人大常委會書面提出重審「非法金融活動取締辦法」的請求，事件亦引起民間廣泛反響。

### 邓玉娇案
2009年5月10日下午6點左右，中國大陸湖北省巴東縣野三關鎮的政府人員鄧貴大、黃德智、鄧中佳等人到雄風賓館休閒中心夢幻城消費，其間三位官員要求服務員鄧玉嬌提供「特殊服務」，但遭鄧玉嬌拒絕，三位官員惱羞成怒之下便試圖強姦鄧；起初鄧玉嬌力求和平妥協，希望雙方各讓一步，但對方作風惡霸無恥糾纏，其後鄧玉嬌在幾人衝突中，出於正當防衛目的慌亂場地抓起水果刀，刺傷鄧貴大和黃德智，隨後主動將對方送醫急救，撥打110自首。而鄧貴大則搶救無效死亡。其中過程，爭議頗多。當晚，鄧玉嬌被羈押在野三關派出所。 巴东县人民法院认为，邓玉娇在遭受邓贵大、黄德智“无理纠缠、拉扯推搡、言词侮辱”等不法侵害的情况下，实施的反击行为具有防卫性质，但超过了必要限度，属于防卫过当。被告人邓玉娇故意伤害致人死亡，其行为已构成故意伤害罪。案发后，邓玉娇主动向公安机关投案，如实供述罪行，构成自首。经法医鉴定，邓玉娇为心境障碍，属部分（限定）刑事责任能力。据此，依法判决对邓玉娇免予刑事处罚。

### ST輕騎股東維權
同樣是2003年，中國大陸企業ST輕騎出現嚴重虧損，四川小股東趙剛認為，ST輕騎並非經營性虧損，而是因為被母公司輕騎集團佔用的30多億元資金被「一筆勾銷」所致，開始提出「股東維權運動」；這此數年間，全國各地亦出現多宗業主維權運動。

## 退役軍人維權運動
退役军人维权运动是中国人民解放军的部分退役军人不满地方政府优抚政策和安置问题，而发起一系列维权的群体性事件。
- 2010年4月8日，退役军人在湖北省信访局前维权。[34]
- 2011年2月17日，退役军人在陝西省政府前维权。[35]
- 2013年9月12日，退役军人在云南省民政厅前维权。[36]
- 2014年5月26日，退役军人在各地省政府前静坐维权。[37]
- 2015年8月19日，退役军人在广东省阳江市政府前维权，并与大量警察及政府人员爆发激烈冲突，至少20多名退役军人受伤入院。[38]
- 2016年10月11日，原有高达数万的退役军人赴北京维权，并包围八一大楼，但公安机关的阻拦，而使得人数大大减少。[39][40]同年11月，退役军人再度包围八一大楼。[41]
- 2017年2月6日，退役军人在四川省民政厅前维权，并通宵静坐，但遭驱赶殴打。[42]
- 2017年2月22日，退役军人在中华人民共和国民政部、中纪委大楼和八一大楼前维权。[43]
- 2017年3月24日，中共许昌市魏都区委维护稳定工作领导小组发布「关于做好近日对越参战退役人员群体稳控工作的紧急通知」，3月25日至26日，越战退役军人在广西凭祥市举行扫墓活动，并伴随着批评地方政府的声音。[44]
- 2017年6月28日，退役军人在广西信访局前维权。[45]
- 2017年7月2日，中共南阳市委员维稳工作小组和信访工作小组联合发布「关于立即开展涉军群体稳控工作的紧急通知」。[46]

- 2018年发生在江苏镇江和山东平度的两起退伍军人维权事件。

## 評價
王丹認為中华人民共和国的公民，儘管表面上看無法與強大的國家政權抗衡，但維權運動已經成為當局無法禁止的現象。

## 相關維權個案
- 陝北石油事件
- 太石村罷免事件
- 成都女業主自焚事件
- 馮正虎被拒入境事件
- 譚作人案
- 趙連海案
- 莫君博案
- 佳士事件